# Anne Deguelle
Anne Deguelle est une plasticienne, peintre et photographe française.

## Biographie
Anne Deguelle naît en 1943 à Paris.
Anne Deguelle se distingue par une série de peintures fixées sous verre inspirées de l'Enfer de Dante et par une série de compositions de petit format  qu'elle appelle les Diplopies. Elle produit également des compositions de grandes dimensions en utilisant des techniques mixtes sur une toile ou une base de papier goudronné. La surface est peinte d'une couleur uniforme (noir, blanc, brun ou beige) et un fixé sous verre est placé de manière à capturer les effets de lumière changeants et à enregistrer les objets et les silhouettes qui passent. Le résultat net est un jeu subtil entre la surface opaque et la transparence et la translucidité du verre miroir. Elle utilise la même approche pour produire de petites compositions qu'elle consacre à la mémoire de Joseph Beuys.
Elle s'intéresse à la valeur historique associé au document photographique.
Aujourd’hui elle vit et travaille à Paris et dans l’Aveyron.
L’œuvre revisite souvent les icônes du passé tant dans le domaine de l’art que celui de la littérature ou du sociétal.
Le souci de l’archive conduit dès les années 1986 à documenter ou réactiver Beuys, Duchamp, Roussel, Perec, Freud, Shakespeare, Boucicaut, Zadkine, Manzoni.  Envisagés à la lumière d’un élément qui a souvent pu passer pour anecdotique ou a été négligé par le regard critique ou historique, des corpus se constituent.
Le premier intérêt se manifesta pour Joseph Beuys et s’enclencha à la parution d’un article paru dans le quotidien Libération à la mort de l’artiste en 1986. Pendant dix ans cet article fut réexhumé, barré, multiplié,  daté et composa la suite X/Beuys, reproduit dans le catalogue Beuys de l’exposition du Centre Pompidou et conservé au Musée d’art moderne Weserburg de Brême en Allemagne.
Un corpus important fut ensuite celui composé autour de la bouteille de Bénédictine qui devait figurer sur le Grand verre de Marcel Duchamp. Y est développé un appareil de notes, documents, projections vidéo, installation entrée dans la collection des Abattoirs à Toulouse (France) et ensemble présenté au Printemps de Septembre en 2018, Toulouse_Occitanie.
On peut aussi citer le petit sablé étoilé de Raymond Roussel qui donna lieu à une résidence à Palerme et à un corpus présenté à la galerie Dix9 à Paris et à une publication visible lors de l’exposition Roussel au musée Serralves à Porto (2012).
Le ‘tapis de Sigmund’ est un autre corpus autour du tapis quash’qaï disposé sur le divan de Freud. Grâce à une Aide à la recherche du Cnap, il se développa lors de résidences à Vienne et à Londres  et se clôtura par une exposition monographique « Sigmund’s rug » au Freud Museum de Londres. 
Ces éléments  presque dérisoires n’en éclairent pas moins leurs auteurs et leurs œuvres et entrent en résonance avec l’attention contemporaine portée sur la création de nouveaux récits en une approche fragile et dénuée d’emphase.